# Casa Pich i Pon
La casa Pich i Pon és un edifici situat a la Plaça de Catalunya, 9, xamfrà amb la Rambla de Catalunya de Barcelona, catalogat com a bé amb elements d'interès. Es considera noucentista pel que fa al tipus de composició (regular i simètrica) i l'estil de les decoracions, però amb uns incipients trets racionalistes en el tractament de les plantes intermèdies amb les obertures perfectament quadrades i mancades de decoracions.

## Història
Va ser encarregat el 1918 a l'arquitecte Josep Puig i Cadafalch per l'empresari i polític Joan Pich i Pon. Segueix les mateixes proporcions del veí Hotel Colon, acabat aquell mateix any, configurant així la façana nord de la plaça, que serveix de teló de fons de la Rambla.
Al llarg del temps, ha allotjat les seus del partit Solidaritat Catalana per la Independència, el consolat del Canadà, l'Espai Cultural Caja Madrid, la caixa d'estalvis Unnim i les oficines del Programa d'acolliment lingüístic del Consorci per a la Normalització Lingüística.

## Descripció
És un edifici majoritàriament d'oficines que també disposa d'habitatges. S'organitza a través d'una sola escala comunitària, amb celobert integrat, que dona accés als pisos i oficines. Consta de planta baixa, entresòl i sis pisos, el darrer enretirat de la façana.
Segueix l'esquema clàssic de divisió en tres franges horitzontals adaptades a les necessitats pròpies de l'ús administratiu de l'època. La base està formada per la planta baixa i l'entresòl (unificades en unes obertures de doble alçada) i queda delimitada per la línia que configuren les balustrades dels balcons de la primera planta.
Els cinc pisos conformen la zona intermèdia. Aquesta franja disposa d'obertures quadrades de grans dimensions que reflecteixen l'esperit modern de l'època. Per adaptar aquestes proporcions pròpies d'oficines a un ús domèstic, aquelles obertures corresponents a habitatges es subdivideixen en dues o tres finestres separades per columnes. Per la seva banda, la sisena planta, enretirada del pla de façana, servia com a residència de la propietat.
El xamfrà queda emfasitzat per l'aparició d'un balcó corregut amb balustrada a nivell de la cinquena planta i el tractament diferenciat dels seus dos vèrtexs. Aquests queden remarcats tant pels murs cecs entre les plantes primera i quarta i tres obertures estretes a nivell del cinquè pis, com pels dos templets del coronament. Originalment, n'hi havia tres, però el de l'extrem va desaparèixer als anys 1940, en quedar contigu a la torre del nou edifici del Banco Español de Crédito. A començaments dels anys 1960, els dos del xamfrà també foren desmuntats, però el 1982 foren restituïts al seu lloc per l'arquitecte Jordi Romeu. Són de dues alçades per sobre de l'àtic, estan profusament decorats amb columnes jòniques i estan formats per una base cega, un nivell amb quatre arcs de mig punt flanquejats per arcs jònics i l'últim nivell formalitzat com una glorieta circular recolzada sobre vuit columnes jòniques i rematada per una cúpula esfèrica translúcida. Sobre cadascuna d'elles emergeix una figura masculina del deu Mercuri.
Les cobertes són planes amb terrat, inclús la de l'àtic retirat. Els seus elements més vistosos són les balustres que predominen en tots els perímetres que donen a la plaça.